# Pandulf IV de Càpua
Pandulf IV (mort el 1049/50) va ser el Príncep de Càpua en tres ocasions separades.
Del febrer del 1016 fins al 1022 ell va governar amb associació amb el seu cosí Pandulf II. En el 1018, el catepà Basili Boiannes destruí a l'exèrcit llombard de Melus de Bari i als seus aliats normands a Cannes. Aquesta victòria portà el reconeixement romà d'Orient per part de tots els prínceps del Mezzogiorno, els quals anteriorment havien jurat lleialtat a l'Emperador del Sacre Imperi Romanogermànic. Entre aquests, Pandulf era el més ardent pel seu suport als grecs. Va ajudar a Boiannes a capturar la torre del cunyat de Melus, Datus al Garigliano el 1020, però això va fer caure un gran exèrcit des d'Alemanya. Un destacament de Pilgrim, arquebisbe de Colònia, va marxar per la costa del Tirrè i va assetjar Càpua. El 1022 el príncep va ser pres i es va instal·lar un nou príncep, Pandulf de Teano. Pandulf IV fou portat encadenat a l'emperador Enric II, que gairebé el va executar, abans que Pilgrim intervingués en nom seu. Després va ser empresonat a Alemanya durant dos anys.
Va ser alliberat per l'emperador Conrad II, el 1024, a petició del príncep Guaimar III de Salern, que esperava un nou aliat. Assistit per Guaimar i l'aventurer normand Rainulf Drengot, Pandulf va assetjar immediatament Càpua. El 1025, Basili Boiannes, que havia estat ocupat en una expedició a Sicília, se'ls va unir amb una força enorme. El 1026, després d'un setge de 18 mesos, la ciutat va caure. El comte romà d'Orient va donar pas segur al comte de Teano a Nàpols. Pandulf va reprendre el seu govern i va romandre al poder fins al 1038.
El 1027, va derrotar i va deposar Sergi IV de Nàpols, però Sergi va ser reinstal·lat el 1029 per un exèrcit normand dirigit per Rainulf, antic aliat de Pandulf, que a canvi va rebre el comtat d'Aversa, el primer govern normand del Mezzogiorno. A continuació, Sergi es va desplaçar contra l'abat de Montecassino. L'abat anterior, Atenulf, que havia donat suport a Pandulf, havia fugit de l'exèrcit imperial invasor el 1024. El nou abat, Teobald, havia estat el candidat de l'emperador i del papa. Després de convidar-lo a Càpua, Pandulf el va enviar a la presó, on es va unir a l'arquebisbe deposat de Càpua. El 1032, Pandulf es va centrar en l'antic aliat de Sergi, Joan V de Gaeta. Va conquerir Gaeta i es va fer càrrec del títol consular i ducal del seu governant. Per tot això, el cronista Amat de Montecassino el va anomenar el Llop dels Abruços, un home de "fets dolents i perversos".
Posteriorment, Guaimar IV de Salern, fill de Guaimar III (que va morir el 1027), va demanar als dos emperadors, el del Sacre Imperi i el Romà d'Orient) que vinguessin a resoldre les moltes disputes que arruïnaven el sud d'Itàlia. Només Conrad va acceptar. Arribant a Troia el 1038, va ordenar a Pandulf que restituís la propietat robada de Montecassino. Pandulf va enviar la seva dona i el seu fill a demanar pau, donant 300 lliures d'or (en dues quotes) i un fill i una filla com a ostatges. L'emperador va acceptar l'oferta de Pandulf, però l'ostatge filial es va escapar i Pandulf es va refugiar al seu castell perifèric de Sant'Agata de' Goti. Conrad va capturar Càpua i la va lliurar a Guaimar amb el títol de príncep. També va reconèixer Aversa com a comtat de Salern. Mentrestant, Pandulf va fugir a Constantinoble, buscant la protecció dels seus antics aliats romans d'Orient. No obstant, la política havia canviat i Pandulf va ser empresonat.
Posteriorment, Guaimar es va convertir en un enemic de l'emperador Miquel IV i, abans de la mort d'aquest últim, Pandulf fou alliberat de la seva captivitat i va tornar a Itàlia en el 1042. Durant els següents cinc anys, ell i els seus pocs seguidors van amenaçar Guaimar. El 1047, va ser un any de d'inflexió en la història del Mezzogiorno i dels longobards. L'emperador Enric III, fill de Conrad, va reconèixer els Drengot i els Hauteville vassalls directes. A Càpua, va restaurar Pandulf al poder per última vegada, on va morir el 19 de febrer de 1049 o 1050.